# Powiat Agatsuma
Powiat Agatsuma (jap. 吾妻郡 Agatsuma-gun) – powiat w Japonii, w prefekturze Gunma. W 2024 roku liczył 49 109 mieszkańców.

## Miejscowości
- Higashiagatsuma
- Kusatsu
- Naganohara
- Nakanojō
- Takayama
- Tsumagoi